# Джузеппе Прінці (кераміст)
Джузеппе Пенці (італ. Giuseppe Prinzi, 31 січня 1962, Містретта) — італійський художник, скульптор і художник-кераміст.

## Біографія
Джузеппе Прінці народився 31 січня 1962 року в Містретті, Італія. У 1981 році він отримав ступінь мистецтва за межами своєї спеціалізації на два роки, презентувавши особисте вивчення історичного авангарду, особливо (кубізму, футуризму та сюрреалізму).
Починаючи з 1982 року, він активізував свої контакти з мистецьким середовищем і почав брати участь у виставках, отримуючи визнання та похвалу від експертів та колекціонерів за створення стилізованих фігур, що характеризуються вражаючими кольоровими та сухими оксамитовими поверхнями, де з'являються інтенсивні жирні та тінисті обличчя.
У 1987 році він взяв участь у поїздці, спонсорованою регіоном Сицилія, включаючи основні столиці світу: Нью-Йорк, Токіо, Сінгапур, Париж, Лондон, Сідней, Берлін, Гонконг.

## Стиль
Його твори складаються з образних скульптур з теракотової та керамічної форми, із обличчями та масками різного роду, що характеризуються загадковими виразами, укладеними в поліхромному середовищі та фоні.